# جان ماگارو
جان ماگارو (به انگلیسی: John Magaro) (زاده ۱۶ فوریه ۱۹۸۳) بازیگر آمریکایی است.
از فیلم‌های معروف او می‌توان به بازی در فیلم‌های ترور یک رئیس دبیرستان، رکود بزرگ، ماشین جنگ، کیک تولد، جورج فورمن بزرگ و زندگی قبل از چشمان او اشاره کرد.